# Roman Zastawny
Roman Josypowycz Zastawny, ukr. Роман Йосипович Заставний (ur. 1 maja 1972 we wsi Łaskiwci w rejonie trembowelskim) – ukraiński samorządowiec, w latach 2006–2010 prezydent Tarnopola.

## Życiorys
Po ukończeniu szkoły średniej kształcił się w Tarnopolskiej Akademii Gospodarki Narodowej. Po uzyskaniu specjalności księgowego podjął pracę w firmie Pole, a od 1994 był zatrudniony jako rewizor I kategorii (od 1995 jako główny rewizor) oddziału kontrolno-rewizyjnego TOD AKB Ukraina, później pełnił obowiązki głównego buchaltera oddziału operacyjnego oraz zastępcy naczelnika oddziału operacyjnego tejże firmy (do 1999).
W 1999 ukończył studia podyplomowe ze specjalnością finanse i kredyt. Od 1999 do 2000 zastępował dyrektora referatu ds. działalności finansowo-handlowej przedsiębiorstwa Ternopilśka kondyterśka fabryka. Analogiczną funkcję pełnił w firmie Ptachofabryka Ternopilśka w 2000. W 2005 został prezesem zarządu spółki. Założył Towarzystwo Tarnopolan oraz Stowarzyszenie Ptaszników Ukrainy. Stał na czele komitetu organizacyjnego I Międzynarodowego Forum Inwestycyjnego w Tarnopolu (2005).
W latach 2006–2010 sprawował urząd prezydenta Tarnopola. Był zastępcą przewodniczącego oddziału obwodowego Ludowego Związku „Nasza Ukraina”, zasiadał także w prezydium Związku Młodzieżowego Naszej Ukrainy. Następnie związany z ruchem i partią polityczną Za Ukrainę!, którą powołał Wjaczesław Kyryłenko. Od 2012 był działaczem Frontu Zmian, w 2014 dołączył do Frontu Ludowego, z listy tego ugrupowania uzyskał mandat posła do Rady Najwyższej VIII kadencji.
Roman Zastawny jest żonaty, ma dwóch synów.